# Chaunoproctus pedestris
Chaunoproctus pedestris är en kvalsterart som först beskrevs av Berlese 1916.  Chaunoproctus pedestris ingår i släktet Chaunoproctus och familjen Caloppiidae. Inga underarter finns listade i Catalogue of Life.